# Fournier Street
Fournier Street, tidligere Church Street, er en gade i Spitalfields i bydelen Tower Hamlets i London. Den ligger mellem Commercial Street og Brick Lane.
Bebyggelsen er hovedsageligt fra 1720'erne, og udgør en af de bedst bevarede samlinger af byhuse i tidlig georgiansk arkitektur i Storbritannien. De oprindelige indbyggere var franske hugenotter.
Ved den østlige ende af Fournier Street ligger Jamme Masjid, en nuværende moske som tidligere har været både kirke og synagoge. I vestenden ligger Christ Church i Spitalfields, bygget mellem 1714 og 1729, og regnet som et fint eksempel på engelsk barokarkitektur.